# سید علی لاکروم
سید علی لاکروم (انگلیسی: Sid Ali Lakroum؛ زادهٔ ۶ اکتبر ۱۹۸۷) بازیکن فوتبال اهل الجزایر است.
از باشگاه‌هایی که در آن بازی کرده‌است می‌توان به باشگاه فوتبال وفاق سطیف اشاره کرد.
وی همچنین در تیم ملی فوتبال الجزایر بازی کرده‌است.